# Studia Etymologica Cracoviensia
Studia Etymologica Cracoviensia (= SEC) – 1996-ban alapított etimológiai kutatásoknak szentelt nemzetközi tudományos folyóirat. Alapítója és főszerkesztője Marek Stachowski, orientalista, aki több éven át vezette a krakkói Jagelló Egyetem (Uniwersytet Jagielloński) Magyar Filológiai Tanszékét, s aki jelenleg a krakkói Jagelló Egyetem Közép-Azsiai és Szibériai Nyelvek Tanszékének vezetője. A kötetek átlagos terjedelme kb. 200 oldal. A folyóiratban elsősorban szófejtéssel kapcsolatos cikkek jelennek meg, de előfordulnak benne hosszabb bírálatok, ill. rövidebb könyvismertetések is. A SEC szerkesztősége kizárólag angol, német és francia nyelven írt tudományos cikkeket fogad el s publikálásuk előtt azokat névtelenül, névtelen bírálóknak értékelésre küldi. A közlemények terjedelmét nem szabja meg a szerkesztőség: eddig egy-két oldalas adalékok mellett több mint 70 oldalas cikkek is megjelentek a folyóirat hasábjain.
A folyóirat 10. (2005) és 11. (2006) kötetével August Friedrich Pott (1802–1887) – többek között a Magyar Tudományos Akadémia egykori tagjának – Etymologische Untersuchungen auf dem Gebiete der indo-germanischen Sprachen (1833-1836) című korszakalkotó munkája megjelenésének 170. évfordulójára emlékezett a szerkesztőség.
A folyóirat 13. (2008) kötete nagyrészt névtani vonatkozású cikkeket közölt.
A 14. (2009) kötetet a folyóirat egykori munkatársának, a 2007-ben elhunyt J. Helimszkij emlékének szentelte a szerkesztőség. A kötetnek megjelent magyar nyelvű bírálata is, ld. Zoltán András cikkét a Magyar Nyelv 107. (2011) kötetében, a 104–107. oldalon.
A kötet nemzetközi voltát jól mutatja, hogy kizárólag a fent említett három kongresszusi nyelvben megfogalmazott cikkeket közöl – a világ bármely nyelvével kapcsolatos témában, természetesen ha az etimologikus vonatkozású. Ha a számadatokat nézzük az indoeurópai és török nyelveket érintő közlemények vannak többségben, de több más nyelvcsalád vagy más ezektől eltérő származású nyelv szófejtési kérdései is képviseltetnek a SEC-ben. Ilyenek pl. a mongol nyelvek, az ainu, a berber nyelvek, a finnugor nyelvek, a koreai, a japán, a sémi nyelvek stb. 
Az eddig megjelent 18 kötetbe (1996-2013) a következő országokból érkeztek közlemények: Amerikai Egyesült Államok, Ausztrália, Ausztria, Belgium, Bulgária, Csehország, Dánia, Finnország, Franciaország, Hollandia, Izland, Japán, Kanada, Kína, Lengyelország, Lettország, Litvánia, Magyarország, Nagy-Britannia, Németország, Olaszország, Oroszország, Spanyolország, Svédország, Szerbia, Törökország, Ukrajna. Ezidáig Lengyelországon kívül (101 tanulmány) a legtöbb cikk a következő országokból érkezett (zárójelben a tanulmányok száma): Németország (44), Magyarország (14), Ausztrália (13), Amerikai Egyesült Államok (13), Hollandia (11), Finnország (11), Franciaország (7), Oroszország (6), Litvánia (5).
A SEC jelen pillanatban az egyetlen kizárólag etimológiai kérdésekre szakosodott tudományos folyóirat. Az 1963 és 2006 között Oroszországban évente megjelent és az esetek nagy többségében orosz szerzők orosz nyelvű cikkeit közlő Etimologija című folyóirat jelenleg anyagi gondok miatt szünetelteti működését. A Csehországban 2000-től megjelenő Studia Etymologica Brunensia nem folyóirat, hanem szlavisztikai vonatkozású konferenciaanyagokat közlő, Brünnben kiadott sorozat.
A SEC-ben olvasható közlemények két nagyobb csoportra oszthatók. Elsősorban konkrét szavak, morfémák eredeztetését olvashatjuk bennük, de találunk általánosabb jellegű cikkeket is az etimológia és történeti lexikográfia módszertani kérdéseiről.
A 2. (1997), 3. (1998) és 5. (2000) kötetben megjelentetett A Current Bibliography of Turkic Etymologies az 1994 és 1999 között megjelent turkológiai vonatkozású munkák listája mellett az azokban említésre került szavak mutatóját is tartalmazza.
A folyóirat 2015-ben megszűnt létezni.
A SEC-ről eddig több bírálat és könyvismertetés született:
- 1. kötet: Polomé E.C. – The Journal of Indo-European Studies 25/3–4 (1997): 533.
- 1. kötet: Witczak K.T. – Filologija 29 (1997): 194–195.
- 1–2. kötet: Petit D. – Bulletin de la Société de Linguistique de Paris 95/2 (2000): 32–34.
- 2. kötet: Ölmez M. – Türk Dili Araştırmaları 7 (1997): 280–281.
- 2. kötet: Pomorska M. – Folia Orientalia 34 (1998): 229–230.
- 3–8. kötet: Petit D. – Bulletin de la Société de Linguistique de Paris 99/2 (2004): 18–27.
- 8. kötet: Gökçe F. – Modern Türklük Araştırmaları Dergisi 1/1 (2004. november): 143–154.
- 14. kötet: Zoltán A. – Magyar Nyelv 107 (2011): 104–107.

## Külső hivatkozások
- A Studia Etymologica Cracoviensia honlapja[halott link]
- Marek Stachowski publikációs listája
- Zoltán András bírálata